# Anna Maria Seymour
Anna Maria Seymour, född okänt år, död 1723, var en brittisk skådespelare, aktiv 1717–1723. 
Hennes första dokumenterade framträdande ägde rum på Drury Lane 1717. Under sin korta men framgångsrika karriär, spelade hon ett stort antal viktiga roller. Hon fick god kritik, och tillhörde stjärnorna på Drury Lane under sin tid: det sades att det var mycket tack vare henne som teatern klarade sig förbi en just då instabil period i sin historia. Bland hennes roller fanns Cynthia i Double Dealer, Rutland i Unhappy Favourite, Lady Brute i Provoked Wife, Lady Raleigh i George Sewells Sir Walter Raleigh, och Violetta i Younger Brother, or the Sham Marquis.